# Вилштермарш
Вилштермарш општина је у области Штајнбург, држава Шлезвиг-Холштајн, у северној Немачкој. 